# 川端勝茂
川端 勝茂（かわばた まさし、1991年1月7日 - ）は、長崎県長崎市出身のハンドボール選手。日本ハンドボールリーグのトヨタ自動車東日本所属。

## 経歴
長崎日本大学高等学校時代には第3回男子ユースアジア選手権の日本代表U-19に選出された。2008年の全国高等学校総合体育大会では優勝を経験。
2013年に日本ハンドボールリーグのトヨタ自動車東日本へ加入。
2015-16年シーズンはベストディフェンダー賞を受賞した。

## 詳細情報

### 年度別成績
| 年       | チーム             | 試合 | フィールド 得点 | 率   | 7m  | 合計    | 警告 | 退場 | 失格 |
| -------- | ------------------ | ---- | --------------- | ---- | --- | ------- | ---- | ---- | ---- |
| 2013-14  | トヨタ自動車東日本 | 16   | 29/49           | .592 | 0/0 | 29/49   | 7    | 4    | 0    |
| 2014-15  | トヨタ自動車東日本 | 16   | 13/33           | .394 | 0/0 | 13/33   | 2    | 3    | 0    |
| 2015-16  | トヨタ自動車東日本 | 16   | 28/46           | .609 | 0/0 | 28/46   | 5    | 3    | 0    |
| 2016-17  | トヨタ自動車東日本 | 16   | 34/55           | .618 | 0/0 | 34/55   | 6    | 6    | 0    |
| 2017-18  | トヨタ自動車東日本 | 24   | 29/46           | .630 | 0/0 | 29/46   | 8    | 3    | 0    |
| 2018-19  | トヨタ自動車東日本 | 24   | 23/41           | .561 | 0/0 | 23/41   | 5    | 4    | 0    |
| JHL：6年 | JHL：6年           | 112  | 156/270         | .578 | 0/0 | 156/270 | 33   | 23   | 0    |

- 各年度の太字はリーグ最高

### タイトル・表彰

#### 日本ハンドボールリーグ
- ベストディフェンダー賞：1回 (2015年)

### 記録

#### 日本ハンドボールリーグ
- フィールドゴール初得点：2013年9月14日、対大崎電気戦（フラップ大郷21）[5]

### 背番号
- 6 (2013年 - )

## 代表歴

### 日本代表U-19
- ユースアジア選手権 (2008年)